# Dicție
Dicția, sau dicțiunea (în franceză diction, din latină dictio, dictionis), reprezintă modul de a pronunța cuvintele, silabele și sunetele; arta de a pronunța corect și clar un text.
În sensul de bază, dicția se referă la vocabularul și stilul de exprimare în poezie sau proză ale autorului/vorbitorului. În sensul contemporan însă, dicția definește arta (și știința) de a vorbi clar, astfel încât fiecare cuvânt să fie auzit și înțeles perfect de către interlocutor. Această definiție înglobează conceptele de pronunție și ton și deviază de la vocabular și stil.
Dicția este un câmp de studiu vast, cu aplicații multiple. Orice persoană care dorește să activeze cu succes în domenii în care vorbirea în public este esențială, trebuie să stăpânească dicția, vocabularul și sintaxa. Defectele de vorbire pot fi corectate prin diverse tehnici și exerciții special concepute pentru fiecare sunet în parte.